# Coaticook (regionale Grafschaftsgemeinde)
Coaticook ist eine regionale Grafschaftsgemeinde (französisch municipalité régionale de comté, MRC) in der kanadischen Provinz Québec.
Sie liegt in der Verwaltungsregion Estrie und besteht aus zwölf untergeordneten Verwaltungseinheiten (zwei Städte, neun Gemeinden und eine Kantonsgemeinde). Die MRC wurde am 1. Januar 1982 gegründet. Der Hauptort ist Coaticook. Die Einwohnerzahl beträgt 18.497 (Stand: 2016) und die Fläche 1.339,80 km², was einer Bevölkerungsdichte von 13,8 Einwohnern je km² entspricht.

## Gliederung
Stadt (ville)
- Coaticook
- Waterville

Gemeinde (municipalité)
- Barnston-Ouest
- Compton
- Dixville
- East Hereford
- Martinville
- Saint-Herménégilde
- Saint-Malo
- Saint-Venant-de-Paquette
- Stanstead-Est

Kantonsgemeinde (municipalité de canton)
- Sainte-Edwidge-de-Clifton

## Angrenzende MRC und vergleichbare Gebiete
- Memphrémagog
- Sherbrooke
- Le Haut-Saint-François
- Coos County, New Hampshire, USA
- Essex County, Vermont, USA
- Orleans County, Vermont, USA